# Bogdanów (województwo małopolskie)
Bogdanów – wieś w Polsce położona w województwie małopolskim, w powiecie miechowskim, w gminie Kozłów.
W latach 1975–1998 miejscowość administracyjnie należała do województwa kieleckiego. Integralna część miejscowości: Bogdanów-Kolonia.
W latach 20. i 30. XX wieku w Bogdanowie znajdowała się kaplica Starokatolickiego Kościoła Mariawitów w domu rodziny Skrzypicielów, którzy spokrewnieni byli z mariawickim kapłanem Apolinarym Marią Hieronimem Skrzypicielem, proboszczem mariawickiej parafii pw. św. Marii Magdaleny w Gniazdowie. Miejscowi mariawici należeli do parafii mariawickiej w Dąbrowie Górniczej. Wcześniej kaplica znajdowała się w pobliskiej Przysiece, w domu Mikołaja Podsiadło, jednakże ze względu na silne prześladowania została przeniesiona do Bogdanowa, gdzie ulokowano niewielki cmentarz wyznaniowy. 